# Butch Cassidy and the Sundance Kid
Butch Cassidy and the Sundance Kid is een Amerikaanse western uit 1969 onder regie van George Roy Hill.
Het scenario voor de film is losjes gebaseerd op de criminele levensloop van twee vogelvrijverklaarden uit het Wilde Westen, Robert LeRoy Parker, beter bekend als Butch Cassidy, en Harry Longabaugh, bijgenaamd de "Sundance Kid". De film was een kassucces in de bioscopen en bracht in de VS alleen al 48,6 miljoen dollar op.
De film werd zeven keer genomineerd voor een Oscar en won er vier. In 2003 werd de film geselecteerd voor conservering in het National Film Registry van de Amerikaanse Library of Congress vanwege de culturele, historische en esthetische waarde.

## Verhaal
Het verhaal speelt zich af in Wyoming, tegen het einde van de negentiende eeuw. Na een periode van lange afwezigheid keert Butch Cassidy samen met de Sundance Kid terug in de schuilplaats van de Hole in the Wall-bende. Daar ontdekt Butch dat zijn plaats is ingenomen door een ander bendelid, Harvey Logan. Butch weet de orde echter weer te herstellen en wordt weer de leider.
De bende gaat gelijk weer op pad en overvalt een trein. De eerste overval verloopt prima, maar als Butch bij de tweede overval te veel dynamiet gebruikt wordt ook het geld opgeblazen. Tot overmaat van de ramp komt er een tweede trein aan met een zeskoppig arrestatieteam, een posse. Al snel blijkt dat de posse het speciaal op Butch en Sundance heeft voorzien. Als de bende zich opsplitst, blijven ze het duo achtervolgen.
Het blijkt dat de posse geholpen wordt door een Indiaanse spoorzoeker die feilloos elk spoor weet te vinden. Ook bevinden zich enkele oude bekenden van de revolverhelden in de groep: wethandhavers en premiejagers die uit zijn op hun huid. Toch weten Butch en Sundance te ontkomen door van een bergrots in een rivier te springen.
Ze vinden onderdak bij Etta Place, de vriendin van Sundance. Butch stelt voor dat ze de Verenigde Staten verlaten om te ontkomen aan de hardnekkige posse. Ze besluiten naar Bolivia te gaan, volgens Butch een paradijs voor bandieten. Maar het land blijkt een teleurstelling; noch Butch, noch Sundance spreekt Spaans en niemand verstaat hen. Etta leert haar twee vrienden een mondje Spaans en al snel beroven ze weer banken. Maar dan blijkt de posse weer achter ze aan te zitten. Ze besluiten om eerlijk te worden en verhuren zich als bewakers van geldtransporten. Als ze echter al op de eerste tocht in een hinderlaag lopen is hier de lol snel van af.
Ze besluiten weer om overvallen te plegen en een wanhopige Etta, die niet wil zien dat ze doodgeschoten worden, vlucht naar de Verenigde Staten. Als Butch en Sundance in een klein dorpje aankomen worden ze herkend door een staljongen. Hij waarschuwt de politie en het leger en al snel zijn de twee omsingeld. Ze zoeken een schuilplaats in een huis en er ontstaat een vuurgevecht. Als beide mannen gewond raken en vrijwel zonder munitie zitten, rennen ze het huis uit, wild om zich heen schietend. Vanaf de daken openen de soldaten het vuur.

## Rolverdeling
| Acteur          | Personage        |
| --------------- | ---------------- |
| Paul Newman     | Butch Cassidy    |
| Robert Redford  | The Sundance Kid |
| Katharine Ross  | Etta Place       |
| Strother Martin | Percy Garris     |
| Henry Jones     | Fietsenverkoper  |
| Jeff Corey      | Sheriff Bledsoe  |
| George Furth    | Woodcock         |
| Cloris Leachman | Agnes            |
| Ted Cassidy     | Harvey Logan     |
| Kenneth Mars    | Sheriff          |
| Donnelly Rhodes | Macon            |
| Jody Gilbert    | Dikke vrouw      |
| Timothy Scott   | News Carver      |
| Don Keefer      | Brandweerman     |
| Charles Dierkop | Flat Nose Curry  |

## Scenario

### Het thema
Scenarist William Goldman begon zijn carrière als leraar in creatief schrijven. Net als veel van zijn collega werkte hij in zijn vrije tijd aan een roman. Later stapte hij over naar filmscenario's en in 1965 brak hij door met het scenario voor de film Masquerade uit 1965. Een jaar later werd op basis van zijn scenario de film Harper gemaakt met Paul Newman in de hoofdrol. Beide scenario's waren gebaseerd op romans en Goldman wilde nu een origineel scenario schrijven. 
Het thema had hij al, een verhaal rondom de bijna vergeten bandieten Butch Cassidy en de Sundance Kid. Al sinds jaren was Goldman gefascineerd door beide mannen en tijdens de kerstvakantie van december 1965 tot en met januari 1966 werkte hij aan de eerste versie. Anders dan andere meer bekende vogelvrijverklaarden uit het Wilde Westen zoals Jesse James of Billy the Kid was het levensverhaal van Butch en Sundance niet opgeklopt in stuiverromans of uitvergroot in Hollywoodfilms. Goldman kon werken met redelijk accuraat materiaal. Butch kwam naar voren als een aardige, joviale man, geen scherpschutter, die liever naar Zuid-Amerika vluchtte dan zich te laten neerschieten in de VS.

### Aanpassingen
Het verhaal van Butch en Sundance werd door Goldman wel aangepast aan zijn ideeën. Het scenario moest een beetje lijken op films als Gunga Din (1939) over mannen die vochten met de moed der wanhoop. Speciaal hiervoor creëerde Goldman de scène waarbij de twee vanaf de rotsen in de rivier springen en veranderde hij de eindscène. In werkelijkheid waren er maar een paar soldaten aanwezig bij de schietpartij in plaats van de ruim honderd die in de film te zien zijn. De sprong in de rivier om uit de handen van de posse te blijven en de moed der wanhoop waarmee de vogelvrijverklaarden schietend naar buiten rennen op het einde van de film, zijn voor Goldman ijkpunten binnen de film. Hij had de posse in de film nodig als motivatie voor het vertrek van Butch en Sundance naar Bolivia. Er was een posse in de tijd dat de film speelt, en die bestond inderdaad uit een verzameling toppremiejagers en spoorzoekers. Maar anders dan in de film vluchtten Butch en Sundance het land uit voordat de posse hun spoor kon vinden. Goldman zocht echter een manier waarop het publiek zich achter de criminelen zou scharen. Door van hen opgejaagd wild te maken, bereikt hij dit effect. 
Ook verwerkte Goldman veel stof over de vriendschap van Butch, Sundance en Etta Place in het scenario. Het publiek zou hierdoor alleen maar meer waardering voor hen krijgen. Om te voorkomen dat Etta Place zou worden aangezien voor een prostituee, omdat ze zonder huwelijk samenleeft met twee mannen, gaf hij het personage een eerzaam beroep, lerares. (Overigens waren er veelal maar twee soorten vrouwen in het Wilde Westen, prostituees en leraressen).

### Het scenario na de verkoop
Nadat Goldman het scenario had voltooid onder de titel The Sundance Kid and Butch Cassidy ging hij de studio's af om het te verkopen. De meeste studiobazen hadden geen interesse, een van hen weigerde het scenario omdat de twee bandieten naar Bolivia vluchtten. "John Wayne vlucht niet", was zijn commentaar toen Goldman tegenwierp dat dit een historisch feit was. 
Uiteindelijk kocht Richard Zanuck van 20th Century Fox het scenario voor 400.000 dollar. Dit was het hoogste bedrag dat ooit voor een scenario was betaald en tweemaal zoveel als Zanuck mocht besteden van de studio. Goldman moest nog wel het een en ander veranderen. Zo heette de bende van Butch Cassidy in werkelijkheid the Wild Bunch, maar regisseur Sam Peckinpah was aan het werk met een film die zo heette. Dus veranderde Goldman de naam in "The Hole-in-the-Wall-Gang". 
Ook de titel veranderde. Oorspronkelijk zou Steve McQueen de rol van Sundance spelen en Paul Newman Butch Cassidy. Nadat McQueen niet meer meedeed, werd Newman de ster en veranderde de titel in Butch Cassidy and the Sundance Kid. 
Wat ook veranderde was het ouder worden van Butch en Sundance. Oorspronkelijk zouden de twee in Bolivia veel ouder worden, gezien de jaren die ze daar doorbrachten, maar hier ging een streep doorheen. Ook de scène waar Sundance terugkeert naar zijn geboortedorp sneuvelde.

## Acteurs
Scenarist William Goldman had tijdens het schrijven van het scenario Jack Lemmon in gedachten voor de rol van Butch Cassidy en Paul Newman voor de rol van Sundance. Uiteindelijk werden echter geheel andere acteurs ingezet.

### Butch Cassidy
Jack Lemmon had geen interesse in de rol van Butch of in die van Sundance, hij had een hekel aan paardrijden en zag om die reden weinig in een western. Richard Zanuck vond dit prima want hij zag aanvankelijk liever Dustin Hoffman voor de rol van Butch Cassidy. Later veranderde hij van gedachten en stuurde hij het scenario naar Steve McQueen en Paul Newman, voor respectievelijk de rol van Butch en Sundance. 
Newman was aanvankelijk van plan de film aan zich voorbij te laten gaan. Maar op het nippertje las hij het scenario toch en raakte overtuigd van het mogelijke belang van de film. Op dat moment werd George Roy Hill als regisseur aangetrokken. Hill wilde Paul Newman als Butch en McQueen als Sundance. Newman zei tegen Hill dat hij Butch niet wilde spelen omdat hij een slechte komische acteur was. Hij verwees naar zijn rol in de komediefilm Round the Flag, Boys! uit 1958 waaraan hij slechte herinneringen bewaarde. Maar Hill hield aan en zei dat Newman de rol van Butch gewoon serieus moest spelen en niet als een komische rol. Uiteindelijk stemde Newman toe.

### Sundance Kid
Steve McQueen, die nu werd gevraagd om de Sundance Kid te spelen, verliet het project omdat er geen overeenstemming kon worden gevonden over wiens naam boven aan de affiche zou komen te staan. Even werd overwogen om Jack Lemmon te vragen voor de rol, maar die had al gezegd niet in een western te willen spelen. Zanuck overwoog Warren Beatty in te zetten, maar die liet weten niet nog een keer in een soort Bonnie and Clyde te willen acteren. Ook Marlon Brando viel af. 
De veel minder bekende Robert Redford werd uiteindelijk gekozen als Sundance. Het was vooral regisseur Hill die zich inzette voor Redford. Zanuck vond Redford meer het type van de mooie jongen, terwijl Newman hem meer zag als een acteur die je inzet als een dure advocaat. Maar de vrouw van Newman, actrice Joanne Woodward zag het charisma van Redford en overtuigde haar man. Samen met Hill wist Newman Zanuck er toe te bewegen Redford de rol van de Sundance Kid te geven.

### Etta Place
Voor de rol van Etta Place was aanvankelijk actrice Joanna Pettet aangetrokken. Pettet raakte echter zwanger en moest de rol teruggeven. Katharine Ross, die een Oscarnominatie had gekregen voor haar rol in The Graduate kreeg nu de rol van de lerares die optrekt met twee misdadigers.

## Productie

### Locaties
Er werden opnamen gemaakt in Chama, New Mexico, Cuernavaca, Morelos, Mexico (voor de scènes in Bolivia), de Durango & Silverton Narrow Gauge Railway, Durango, Colorado, (voor de treinovervallen), Grafton, Utah, Las Animas River Gorge, Durango, Colorado, USA, New Sheridan Bar, Telluride, Colorado (barscène), San Juan National Forest, Durango, Colorado, Silverton, Colorado, Snow Canyon, Utah, St. George, Utah, Taos, New Mexico,  Taxco, Guerrero, Mexico (voor de scènes in Bolivia), Trimble Bridge, Animas River, Colorado, (voor de sprong in de rivier) en Zion National Park, Springdale, Utah. 
Voor enkele opnamen werd gebruikgemaakt van de terreinen op de 20th Century Fox Ranch, Malibu Creek, Calabasas, California. Voor opnamen in de studio werd gebruikgemaakt van Stage 16, 20th Century Fox Studios, Century City, Los Angeles, California.

### Opnamen
Op 16 september 1968 begonnen de opnamen met de scènes waarin de trein wordt overvallen. Katharine Ross die niet meedeed in deze scènes kwam kijken en zag dat een van de vijf camera's niet in gebruik was omdat er maar vier cameramensen waren. Conrad L. Hall, de cameraman en verantwoordelijke voor de camera's vroeg aan Ross of ze de vijfde camera wilde bedienen. Hij legde haar de werking van de camera uit en zei welke opnames ze moest maken. 
Ross wist niet dat ze hiermee de woede van regisseur George Roy Hill opwekte. De regisseur zei echter niets tot het einde van de opnames die dag. Daarna liep hij naar Ross toe en verbande haar van de set. Ze mocht alleen komen opdraven voor de scènes waarin ze speelde. Voor de rest van de opnames spraken Hill en Ross amper met elkaar en de laatste was zichtbaar opgelucht dat haar scène met Newman op de fiets werd geregisseerd door de regisseur van de second unit. Tegen Paul Newman zei ze later, Any day away from George Roy Hill was a good one, (elke dag zonder George Roy Hill was een goede).
Tegelijk met de opnamen van Butch Cassidy and The Sundance Kid werden ook de opnamen voor Hello, Dolly! gemaakt. Hiervoor was in de studio het New York aan het begin van de twintigste eeuw nagebouwd. Hill wilde het decor gebruiken voor de scènes waarin Butch, Sundance en Etta door New York lopen voordat ze aan boord gaan voor de zeereis naar Bolivia. De studio weigerde echter, waarna Hill alleen foto's liet maken van zijn acteurs in de decors. Later gebruikte hij die foto's in de film. 
Nadat de scènes in de VS waren gedraaid, ging de ploeg naar Mexico om de scènes die in Bolivia spelen op te nemen. De hele filmploeg kreeg zware diarree als gevolg van het drinken van het vervuilde kraanwater in het hotel. Robert Redford, Paul Newman en Katharine Ross waren verstandiger, ze dronken alleen sodawater en alcohol.
Overigens konden Redford en Newman het goed met elkaar vinden. Het enige wat Newman irriteerde was de traagheid van Redford die regelmatig te laat op de set verscheen. Newman zei op zeker ogenblik dat hij de film Waiting For Lefty (wachten op de linkshandige) wilde noemen, (Robert Redford is linkshandig). Redford op zijn beurt ergerde zich aan het feit dat Newman elke scène grondig wilde voorbereiden. Hijzelf zag meer in de spontaniteit van niet gerepeteerde scènes. Maar uit respect voor de oudere en meer ervaren Paul Newman zei hij niets en repeteerde braaf mee. 
Minder goed ging het aanvankelijk tussen Newman en regisseur Hill. Beide mannen kregen steeds vaker ruzie over de zogenaamde "Bledsoe-scène". In het scenario was een scène voorzien waarin Butch en Sundance sheriff Bledsoe bezoeken. Ze willen de oude man vragen hen te helpen om dienst te nemen in het Amerikaanse leger en zo uit de handen van de posse te blijven. Newman wilde deze scène aan het einde van de jacht van de posse op Butch en Sundance als motivatie voor hun vlucht naar Bolivia. Hill zag hier niets in. Uiteindelijk kreeg hij zijn zin. 
Op 13 maart 1969 had Hill alle opnamen gemaakt die hij nodig had.

### Stunts
De nog jonge Robert Redford wilde graag zijn eigen stunts doen, dit tot afgrijzen van Paul Newman die zijn tegenspeler hoorde praten over springen op rijdende treinen. Newman nam Redford terzijde en zei dat hij geen dwaze heldhaftigheid zou accepteren, en niet van plan was de nog jonge carrière van Redford te beëindigen met diens dood door een mislukte stunt. Het was om die reden wel ironisch dat nu juist Paul Newman zelf de stunts op de fiets moest doen omdat zijn stuntman niet kon fietsen. 
Wat Newman echter niet deed was de stunt waarbij hij achterwaarts tegen een schutting rijdt. Volgens de verhalen zou cameraman Conrad L. Hall dit hebben gedaan. De stier die in de fietsscène in Utah optreedt heette Bill en was speciaal ingevlogen vanuit Los Angeles. De rustige Bill moest worden overgehaald om een aanval uit te voeren en er werd een speciale substantie op zijn testikels gespoten om dit te realiseren. Alleen scheen het dier zich weinig aan te trekken van het middel en het bleef rustig doorlopen.
Bij de overige stunts waren gewoon stuntmensen betrokken, ook bij de sprong van de rotsen in de rivier. Newman en Redford holden in Colorado naar het einde van een klif en sprongen naar beneden. Anderhalve meter lager was een platform gebouwd waarop een matras lag. De echte sprong werd uitgevoerd door hun stuntmensen die bij Century Lake vanaf een kraan in de rivier sprongen. Bij de opname werd de kraan voor de camera afgedekt met een matteschilderij, een schildering van bergen op glas.

## Muziek
Burt Bacharach was verantwoordelijk voor de muziek. Hij componeerde verschillende nummers waaronder South American Getaway uitgevoerd door de Ron Hicklin Singers, en natuurlijk Raindrops Keep Fallin' On My Head voor de fietsscène. De tekst voor het nummer kwam van Hal David en aanvankelijk was het de bedoeling dat Ray Stevens het nummer zou zingen. Maar die weigerde, net als Bob Dylan, waarna B.J. Thomas zijn kans kreeg. Bacharach schreef het nummer toen er alleen een ruwe, eerste montage van de film beschikbaar was. Hill wilde een afwijkend nummer, waarop Bacharach kwam met een popachtige melodie. 
Robert Redford vond het nummer afschuwelijk en totaal niet passen bij de film, een mening die werd gedeeld door de agent van B.J. Thomas, die vreesde voor de carrière van zijn pupil. Maar het nummer kreeg een Oscar en werd los van de film een grote hit in de VS, Canada en Europa.

## Historie en fictie

### Authentieke beelden
Scenarioschrijver William Goldman heeft geprobeerd een authentiek beeld te geven van de escapades van Butch Cassidy en de Sundance Kid. Dit werd bevestigd door Lula Parker Betenson, de jongste zuster van Butch Cassidy, die de set van de film bezocht. Ze sprak haar bewondering uit over Paul Newman die zoveel leek op haar broer en over de manier waarop Butch werd neergezet door de acteur, als een beminnelijk mens.  
Maar ondanks al deze accuratesse bevat de film toch enige onjuistheden. Allereerst is er sprake van 'verdichting'. Wat zich in werkelijkheid over jaren uitstrekte, wordt in de film teruggebracht tot een veel kortere periode en veel zaken zijn gesimplificeerd of ineen geschoven. Zo brachten Butch en Sundance enige tijd door in Patagonië (in Argentinië) voordat ze naar Bolivia trokken. 
Ook de posse die in de film zo'n belangrijke rol speelt, zat in werkelijkheid niet zo dicht op de huid van het tweetal. Er bestond zeker een posse, maar toen Butch hiervan hoorde nam hij onmiddellijk de benen naar Zuid-Amerika. 
Goldman vergrootte ook de dramatische eindscène van de twee revolverhelden. Er waren slechts enkele politieagenten en drie soldaten aanwezig bij de schietpartij bij het stadje San Vicente in Bolivia in november 1908. De grote aantallen die in de film te zien, zijn dus een schromelijke overdrijving. Er vielen ook niet zoveel doden, afgezien van de twee misdadigers sneuvelde een agent en soldaat in het vuurgevecht dat bovendien in de late avond en nacht plaatsvond en niet zoals in de film op de dag.

### De echte bandieten
Butch Cassidy werd in 1866 in Utah geboren als Robert Leroy Parker, een zoon van Mormoonse ouders. Eenmaal volwassen sloot Parker zich aan bij de bende van paarden- en veedief Mike Cassidy. Later nam Parker de naam van zijn voorbeeld Cassidy aan. Zijn bijnaam 'Butch' dankte hij vermoedelijk aan de voorliefde voor zijn geweer dat hij Butch noemde. Mike Cassidy die inmiddels doorhad dat Parker een slechte schutter was, plaagde zijn pupil hiermee en noemde hem 'Butch'. 
Nadat Butch was opgepakt en een gevangenisstraf had uitgezeten vormde hij zijn eigen bende, met daarin onder andere Kid Curry en Sundance Kid. Hun specialiteit was het overvallen van banken en treinen, waarbij ze zo weinig mogelijk geweld gebruikten. Vooral Butch onderscheidde zich door het feit dat hij alleen uit zelfverdediging schoot. Hij was iemand waarop mensen snel gesteld raakten en vaak werd hij door onbekenden in bescherming genomen en verborgen voor de wet.
De Sundance Kid werd in 1867 in Pennsylvania of New Jersey geboren als Harry Alonzo Longbaugh. Hij verbleef regelmatig in de gevangenis en ontleende zijn bijnaam aan het plaatsje Sundance in Wyoming waar hij gevangen zat. In 1899 maakte hij deel uit van de Wild Bunch, de bende van Buth Cassidy. De bende stond ook bekend als de Hole in the Wall Gang en bestond uit wisselende bendeleden. 
Het is zelfs niet zeker of Butch of Sundance echt de leiders waren. Bij sommige overvallen van de bende waren ze niet eens van de partij. Het was het detectivebureau Pinkerton dat veel praatjes over de bende de wereld instuurde, al was het alleen maar om ze meer berucht te maken. Zij zijn vermoedelijk ook verantwoordelijk voor de naam Wild Bunch (wilde bende).
Etta Place werd vermoedelijk geboren in 1878, maar dat is niet zeker. Dat is overigens niet het enige dat onzeker is. Place is een van de grote mysteries in de geschiedenis van het Wilde Westen. Onbekend is of ze lerares of prostituee was, een van de twee beroepen van vrouwen in het Wilde Westen. Haar enige bekende foto laat een aantrekkelijke vrouw zien. Onzeker is ook of ze Etta Place heette. Vaak ondertekende ze papieren met "Ethel". Ze was de vriendin van Sundance Kid en leefde jaren met hem samen (er is geen bewijs dat ze getrouwd zijn geweest). Niemand weet wat er van haar geworden is. Sommige bronnen zeggen dat ze stierf in Bolivia, anderen spreken van zelfmoord in 1924 of een natuurlijke dood in 1966.
Ook de dood van Butch Cassidy en de Sundance Kid in 1909 in Bolivia is overigens omgeven door mysterie. De lichamen zijn nooit geïdentificeerd en er bestaan vermoedens dat Butch kon ontkomen en pas in 1937 aan kanker overleed. Pinkerton was ook nooit overtuigd van zijn dood en hield het dossier open. DNA-analyse van geraamtes gevonden in San Vicente kwamen niet overeen met DNA van familieleden van Cassidy en Sundance. Pinkerton was ervan overtuigd dat ook Sundance ontkwam en in 1921 in de gevangenis in Peru overleed.

## Opvolgers
Een echt vervolg was niet mogelijk omdat Butch en Sundance worden doodgeschoten aan het einde van de film. Wel kwam er een prequel onder regie van Richard Lester, Butch and Sundance: The Early Days (1979), met Tom Berenger als Butch en William Katt als Sundance. In 2004 kwam er een tv-film onder de titel The Legend of Butch and Sundance. Katharine Ross speelde andermaal Etta Place, in Wanted: The Sundance Woman (1976). Twee jaar eerder speelde Elizabeth Montgomery ook al Etta Place in Mrs. Sundance (1974). Beide films werden voor de televisie gemaakt. 
Ook voor de televisie was de serie Alias Smith and Jones die tussen 1971 en 1973 werd uitgezonden met Pete Duel en Ben Murphy. De serie ging over twee vogelvrijverklaarden die hun amnestie moeten verdienen door een jaar uit de handen van de wet te blijven en was overduidelijk gebaseerd op Butch Cassidy and the Sundance Kid.
De legendarische slotscène met een zogenaamde freeze van de twee hoofdpersonen is o.a. nagevolgd in de eigentijdse roadmovie Thelma & Louise in 1991.

## Prijzen
Gewonnen
- Oscar voor beste camerawerk
- Oscar voor beste originele muziek
- Oscar voor beste originele nummer (Raindrops Keep Fallin' on My Head, Hal David en Burt Bacharach)
- Oscar voor beste originele scenario

Genomineerd
- Oscar voor beste regisseur
- Oscar voor beste film
- Oscar voor beste geluid